# Alonso de Molina
Alonso de Molina (Escalona, 1514 circa – Città del Messico, 1585) è stato un missionario e linguista spagnolo.

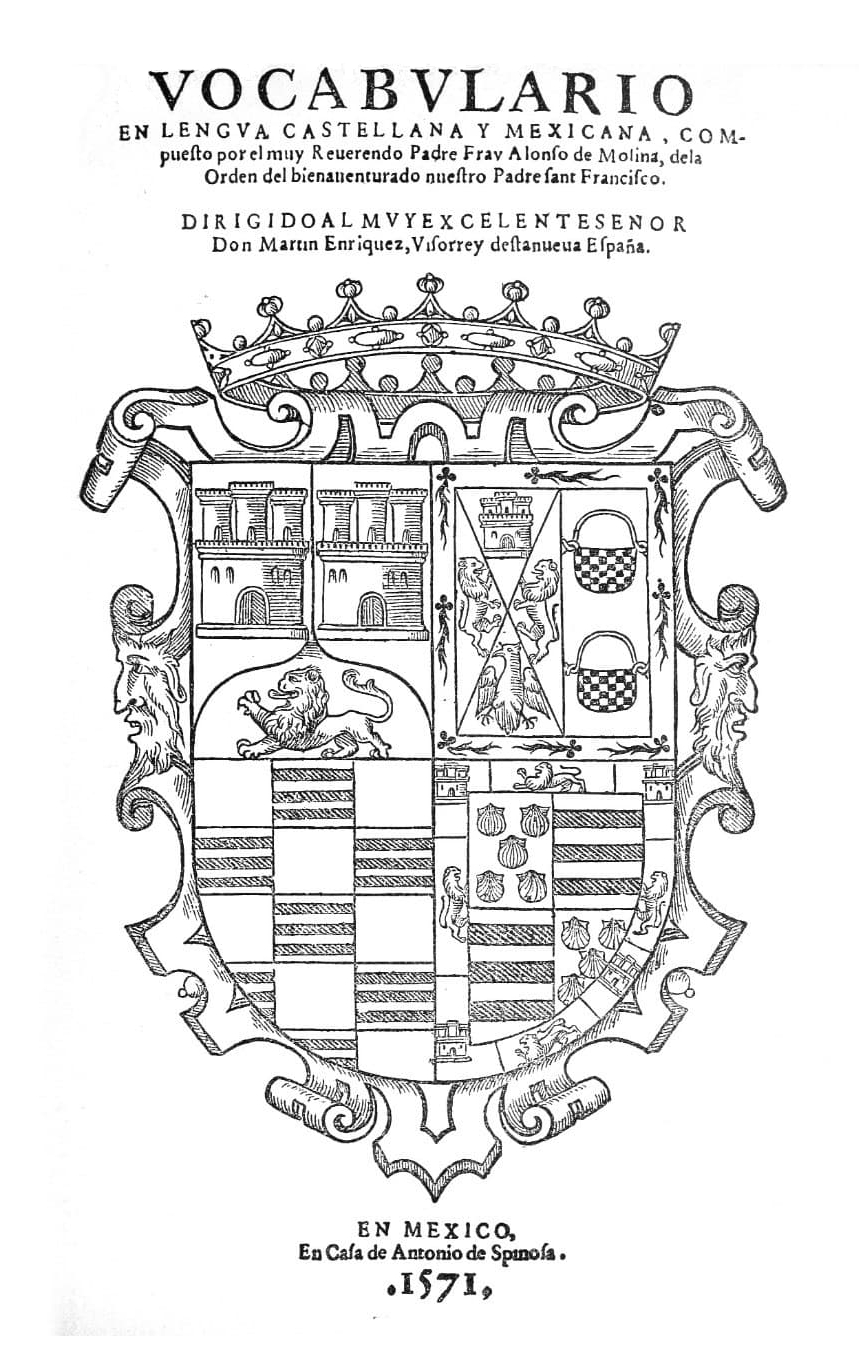
Frontespizio di Vocabulario en lengua castellana y mexicana (1571)

Nel 1523 si recò in Messico, ove si fece francescano. Oltre alle sue attività religiose, si dedicò allo studio e alla scrittura della lingua nahuatl, a tal punto da pubblicare nel 1555 il dizionario dallo spagnolo al nahuatl Aquí comiença un vocabulario en la lengua castellana y mexicana e nel 1571 i dizionari Vocabulario en lengua castellana y mexicana e Arte de la lengua mexicana y castellana.